# Oirán (Mondoñedo)
Oirán (llamada oficialmente Santo Estevo de Oirán) es una parroquia española del municipio de Mondoñedo, en la provincia de Lugo, Galicia.

## Otras denominaciones
La parroquia también es conocida por los nombres de San Esteban de Oirán y San Estevo de Oirán.

## Límites
Limita al norte con Carballido, Mondoñedo, y Santa Icía do Valadouro; al sur con Couboeira y Masma; al este con Santa María de Lourenzá y al oeste con Ferreira.

## Organización territorial
La parroquia está formada por tres entidades de población:
- Burgo (O Burgo)
- Centeas (Centeás)
- Xercido

## Demografía
| Gráfica de evolución demográfica de Oirán entre 2000 y 2020 |
|                                                             |
| Datos según el nomenclátor publicado por el INE.            |

## Patrimonio
Su iglesia parroquial es del siglo XVIII.